# Andrzej Słomski
Andrzej Marek Słomski (ur. 17 czerwca 1958 w Kluczborku) – polski polityk, poseł na Sejm II i III kadencji.

## Życiorys
Ukończył w 1982 studia na Wydziale Nauk Politycznych i Dziennikarstwa Uniwersytetu Wrocławskiego. Po studiach był etatowym pracownikiem Związku Socjalistycznej Młodzieży Polskiej, należał także do Polskiej Zjednoczonej Partii Robotniczej.
Należał do Socjaldemokracji Rzeczypospolitej Polskiej. Był radnym kieleckiej rady miasta I kadencji. W 1993 uzyskał mandat posła na Sejm II kadencji. Został wybrany w okręgu kieleckim z listy Sojuszu Lewicy Demokratycznej. W wyborach w 1997 uzyskał reelekcję. Nie kandydował w kolejnych wyborach.
Później związał się z polską służbą zagraniczną. W 2003 został konsulem RP w Kijowie. Objął kierownictwo działu polonijnego Wydziału Konsularnego Ambasady RP. Następnie pracował w Konsulacie Generalnym RP w Winnicy i Ambasadzie RP w Moskwie.
Zajął się także grafiką. Ojciec Agnieszki.